# 청소
청소(淸掃)는 가정의 가구나 장롱 위나 바닥, 부엌의 환풍기, 욕실, 화장실, 정원 등의 더러운 곳을 깨끗이 하는 것을 말한다. 집안일 중 하나이기도 하다. 일반적으로 평소보다 넓은 범위를 크게 청소하는 것을 대청소라 한다.

## 상황
청소는 여러 상업, 가정, 개인, 환경적 상황에서 발생하며 저마다 규모와 요건에 차이가 있다:
- 상업용 청소
  - 터미널 클리닝
- 환경 복원: 자연 환경의 오염물을 제거
- 집안일 (봄맞이 대청소 포함)
- 위생 (개인 몸치장 포함)

## 방식
청소는 크게 기계적 조치나 용매를 이용한 조치를 통해 수행할 수 있다. 수많은 방식은 두 프로세스에 모두 의존한다.
- 세척
  - 수압 세척(Pressure washing)
- 연마 가공
- 음향 청소: 소리를 이용한 청소
  - 초음파 청소
  - 메가소닉 클리닝
- 이산화 탄소 클리닝
- 드라이 클리닝
- 불꽃 청소(화염 청소)
- 친환경 청소(Green cleaning)
- 플라스마 청소
- 스퍼터 청소
- 스팀 청소
- 열 세정
- 웨트클리닝

## 같이 보기
- 봄맞이 대청소
- 청결
- 세정제
- 위생
- 위생 시설
- 멸균
- 정렬
- 청정실
- 로봇 청소기